# HK Nový Jičín
HK Nový Jičín (celým názvem: Hokejový klub Nový Jičín) je český klub ledního hokeje, který sídlí ve městě Nový Jičín v Moravskoslezském kraji. Založen byl v roce 1946 pod názvem SK Nový Jičín. Svůj současný název nese od roku 2014. Od sezóny 1994/95 působí ve 2. lize, třetí české nejvyšší soutěži ledního hokeje. Klubové barvy jsou modrá, červená a bílá.
Své domácí zápasy odehrává na zimním stadionu Nový Jičín s kapacitou 2 000 diváků.

## Historie
Klub byl založen pod názvem TJ Nový Jičín v roce 1946. Hrálo se na ledové ploše, která vznikla v zimních měsících na škvárovém fotbalovém hřišti. Nový Jičín hrál okresní přebor, v sezóně 1953/1954 se klubu nepodařilo postoupit do krajského přeboru. Do I. třídy úspěšně postoupil po sezóně 1968/1969, problémy ale způsobovalo počasí, takže tréninky i zápasy se musely často odehrávat v okolních městech na umělých ledových plochách. O dva roky později postoupil novojičínský klub do oblastního přeboru a již o rok později do divize. Na začátku roku 1974 byl zprovozněn zimní stadion. Po sezóně 1978/1979 postoupil Nový Jičín do 2. ligy, ve které se udržel do konce sezóny 1980/1981. V roce 1980 byl zimní stadion zastřešen. Další téměř jeden a půl desetiletí hrál novojičínský tým přebor, do 2. ligy znovu postoupil po sezóně 1993/1994. V sezóně 1997/1998 hostoval v Novém Jičíně na několik utkání Petr Nedvěd, Čechokanaďan hrající NHL. Sezónu 2000/2001 Nový Jičín vyhrál (ve finále playoff porazil HC Přerov), v baráži o 1. ligu ale neuspěl. I tak to ale byla nejúspěšnější sezóna v historii novojičínského týmu. HC Nový Jičín v prozatím poslední sezóně 2007/2008 skončil po základní části na 2. místě skupiny východ 2. ligy, ve čtvrtfinále playoff vyhrál nad Šternberkem, v semifinále jej ale porazil HC ZUBR Přerov 3:1 na zápasy. V sezóně 2021/2022 Nový Jičín vyhrál východní skupinu 2. ligy a bojoval o postup do 1. ligy. Od listopadu 2023 nastupuje za Nový Jičín bývalý hráč NHL Rostislav Olesz.

## Historické názvy
Zdroj:
- 1946 – SK Nový Jičín (Sportovní klub Nový Jičín)
- 1965 – TJ Nový Jičín (Tělovýchovná jednota Nový Jičín)
- 2001 – HC Nový Jičín (Hockey Club Nový Jičín)
- 2014 – HK Nový Jičín (Hokejový klub Nový Jičín)

## Přehled ligové účasti
Stručný přehled
Zdroj:
- 1962–1966: Okresní přebor sk.? (6. ligová úroveň v Československu)
- 1966–1968: Krajský přebor 1.A třídy sk.? (5. ligová úroveň v Československu)
- 1968–1969: Okresní přebor sk.? (6. ligová úroveň v Československu)
- 1969–1970: Krajský přebor 1.A třídy sk.? (5. ligová úroveň v Československu)
- 1970–1971: Krajský přebor sk.? (4. ligová úroveň v Československu)
- 1971–1973: Divize – sk. F (3. ligová úroveň v Československu)
- 1973–1975: Divize – sk. F (4. ligová úroveň v Československu)
- 1975–1977: Divize – sk. D (4. ligová úroveň v Československu)
- 1977–1979: 2. ČNHL – sk. D (3. ligová úroveň v Československu)
- 1979–1983: Severomoravský krajský přebor (3. ligová úroveň v Československu)
- 1983–1993: Severomoravský krajský přebor (4. ligová úroveň v Československu)
- 1993–1994: Severomoravský krajský přebor (4. ligová úroveň v České republice)
- 1994– : 2. liga – sk. Východ (3. ligová úroveň v České republice)

Jednotlivé ročníky
Zdroj:
Legenda: ZČ – základní část, červené podbarvení – sestup, zelené podbarvení – postup, fialové podbarvení – reorganizace, změna skupiny či soutěže
| Československo (1962 – 1993) |                               |           |           |                                                              |                  |
| Sezóny                       | Soutěž                        | Úroveň    | ZČ        | Play-off, nadstavba, sk. o udržení…                          | Poznámky         |
| 1962/63                      | Okresní přebor sk.?           | 6. úroveň | 2. místo  |                                                              |                  |
| 1963/64                      | Okresní přebor sk.?           | 6. úroveň | 3. místo  |                                                              |                  |
| 1964/65                      | Okresní přebor sk.?           | 6. úroveň | ?. místo  |                                                              |                  |
| 1965/66                      | Okresní přebor sk.?           | 6. úroveň | 1. místo  |                                                              | Postup           |
| 1966/67                      | Krajský přebor 1.A třídy sk.? | 5. úroveň | ?. místo  |                                                              |                  |
| 1967/68                      | Krajský přebor 1.A třídy sk.? | 5. úroveň | ?. místo  |                                                              | Sestup           |
| 1968/69                      | Okresní přebor sk.?           | 6. úroveň | 1. místo  |                                                              | Postup           |
| 1969/70                      | Krajský přebor 1.A třídy sk.? | 5. úroveň | 1. místo  |                                                              | Postup           |
| 1970/71                      | Krajský přebor sk.?           | 4. úroveň | 1. místo  |                                                              | Kvalifikace      |
| 1971/72                      | Divize – sk. F                | 3. úroveň | 5. místo  |                                                              |                  |
| 1972/73                      | Divize – sk. F                | 3. úroveň | 5. místo  |                                                              | Reorganizace     |
| 1973/74                      | Divize – sk. F                | 4. úroveň | 2. místo  |                                                              |                  |
| 1974/75                      | Divize – sk. F                | 4. úroveň | 2. místo  |                                                              | Změna skupiny    |
| 1975/76                      | Divize – sk. D                | 4. úroveň | 2. místo  |                                                              |                  |
| 1976/77                      | Divize – sk. D                | 4. úroveň | 2. místo  |                                                              | Reorganizace     |
| 1977/78                      | 2. ČNHL – sk. D               | 3. úroveň | 8. místo  |                                                              |                  |
| 1978/79                      | 2. ČNHL – sk. D               | 3. úroveň | 9. místo  |                                                              | Reorganizace     |
| 1979/80                      | Severomoravský krajský přebor | 3. úroveň | 8. místo  |                                                              |                  |
| 1980/81                      | Severomoravský krajský přebor | 3. úroveň | 4. místo  |                                                              |                  |
| 1981/82                      | Severomoravský krajský přebor | 3. úroveň | 4. místo  |                                                              |                  |
| 1982/83                      | Severomoravský krajský přebor | 3. úroveň | 5. místo  |                                                              | Reorganizace     |
| 1983/84                      | Severomoravský krajský přebor | 4. úroveň | 6. místo  |                                                              |                  |
| 1984/85                      | Severomoravský krajský přebor | 4. úroveň | 6. místo  |                                                              |                  |
| 1985/86                      | Severomoravský krajský přebor | 4. úroveň | 4. místo  |                                                              |                  |
| 1986/87                      | Severomoravský krajský přebor | 4. úroveň | 6. místo  |                                                              |                  |
| 1987/88                      | Severomoravský krajský přebor | 4. úroveň | ?. místo  |                                                              |                  |
| 1988/89                      | Severomoravský krajský přebor | 4. úroveň | ?. místo  |                                                              |                  |
| 1989/90                      | Severomoravský krajský přebor | 4. úroveň | ?. místo  |                                                              |                  |
| 1990/91                      | Severomoravský krajský přebor | 4. úroveň | ?. místo  |                                                              |                  |
| 1991/92                      | Severomoravský krajský přebor | 4. úroveň | ?. místo  |                                                              |                  |
| 1992/93                      | Severomoravský krajský přebor | 4. úroveň | ?. místo  |                                                              |                  |
| Česko (1993 – )              |                               |           |           |                                                              |                  |
| Sezóny                       | Soutěž                        | Úroveň    | ZČ        | Play-off, nadstavba, sk. o udržení…                          | Poznámky         |
| 1993/94                      | Severomoravský krajský přebor | 4. úroveň | 1. místo  | Ne                                                           | Baráž            |
| 1994/95                      | 2. liga – sk. Východ          | 3. úroveň | 13. místo | Ne                                                           |                  |
| 1995/96                      | 2. liga – sk. Východ          | 3. úroveň | 11. místo | Ne                                                           |                  |
| 1996/97                      | 2. liga – sk. Východ          | 3. úroveň | 13. místo | Ne                                                           |                  |
| 1997/98                      | 2. liga – sk. Východ          | 3. úroveň | 2. místo  | Semifinále (prohra 0:2 na zápasy s SK Kadaň)                 |                  |
| 1998/99                      | 2. liga – sk. Východ          | 3. úroveň | 2. místo  | Čtvrtfinále (prohra 0:2 na zápasy s HC Tábor)                |                  |
| 1999/00                      | 2. liga – sk. Východ          | 3. úroveň | 4. místo  | Finále (prohra 0:2 na zápasy s HC Ytong Brno)                |                  |
| 2000/01                      | 2. liga – sk. Východ          | 3. úroveň | 8. místo  | Finále (výhra 3:2 na zápasy s HC Minor 2000 Přerov)          | Baráž            |
| 2001/02                      | 2. liga – sk. Východ          | 3. úroveň | 3. místo  | Semifinále (prohra 1:2 na zápasy s HC TJ Šternberk)          |                  |
| 2002/03                      | 2. liga – sk. Východ          | 3. úroveň | 5. místo  | Semifinále (prohra 0:2 na zápasy s HC Kometa Brno)           |                  |
| 2003/04                      | 2. liga – sk. Východ          | 3. úroveň | 3. místo  | Finále (prohra 1:3 na zápasy s HC Sareza Ostrava)            |                  |
| 2004/05                      | 2. liga – sk. Východ          | 3. úroveň | 8. místo  | Čtvrtfinále (prohra 0:3 na zápasy s HK Jestřábi Prostějov)   |                  |
| 2005/06                      | 2. liga – sk. Východ          | 3. úroveň | 5. místo  | Čtvrtfinále (prohra 2:3 na zápasy s HC Orlová)               |                  |
| 2006/07                      | 2. liga – sk. Východ          | 3. úroveň | 7. místo  | Čtvrtfinále (prohra na zápasy s HC Technika Brno)            |                  |
| 2007/08                      | 2. liga – sk. Východ          | 3. úroveň | 2. místo  | Semifinále (prohra 1:3 na zápasy s HC Zubr Přerov)           |                  |
| 2008/09                      | 2. liga – sk. Východ          | 3. úroveň | 11. místo | Předkolo (prohra 0:2 na zápasy s VHK Vsetín)                 |                  |
| 2009/10                      | 2. liga – sk. Východ          | 3. úroveň | 5. místo  | Čtvrtfinále (prohra 1:3 na zápasy s HC Orlová)               |                  |
| 2010/11                      | 2. liga – sk. Východ          | 3. úroveň | 5. místo  | Semifinále (prohra 1:2 na zápasy s Salith Šumperk)           |                  |
| 2011/12                      | 2. liga – sk. Východ          | 3. úroveň | 9. místo  | Ne                                                           |                  |
| 2012/13                      | 2. liga – sk. Východ          | 3. úroveň | 8. místo  | Čtvrtfinále (prohra 0:3 na zápasy s HC Zubr Přerov)          |                  |
| 2013/14                      | 2. liga – sk. Východ          | 3. úroveň | 9. místo  | Ne                                                           |                  |
| 2014/15                      | 2. liga – sk. Východ          | 3. úroveň | 6. místo  | Čtvrtfinále (prohra 0:3 na zápasy s VHK Vsetín)              |                  |
| 2015/16                      | 2. liga – sk. Východ          | 3. úroveň | 7. místo  | Čtvrtfinále (prohra 0:3 na zápasy s VHK Vsetín)              |                  |
| 2016/17                      | 2. liga – sk. Východ          | 3. úroveň | 7. místo  | Čtvrtfinále (prohra 1:4 na zápasy s HC RT TORAX Poruba 2011) |                  |
| 2017/18                      | 2. liga – sk. Východ          | 3. úroveň | 5. místo  | Předkolo (prohra 0:3 na zápasy s HC Bobři Valašské Meziříčí) |                  |
| 2018/19                      | 2. liga – sk. Východ          | 3. úroveň | 6. místo  | Ne                                                           |                  |
| 2019/20                      | 2. liga – sk. Východ          | 3. úroveň | 8. místo  | Ne                                                           |                  |
| 2020/21                      | 2. liga – sk. Východ          | 3. úroveň | neurčeno  | sezóna zrušena kvůli pandemii covidu-19                      | Nedohráno        |
| 2021/22                      | 2. liga – sk. Východ          | 3. úroveň | 2. místo  | Finále (výhra 4:0 na zápasy nad HC Slezan Opava)             | Skupina o postup |
| 2022/23                      | 2. liga – sk. Východ          | 3. úroveň | 8. místo  | Předkolo (prohra 0:3 na zápasy s Orli Znojmo)                |                  |
| 2023/24                      | 2. liga – sk. Východ          | 3. úroveň | 6. místo  | Čtvrtfinále (prohra 0:3 na zápasy s AZ Havířov)              |                  |
| 2024/25                      | 2. liga – sk. Východ          | 3. úroveň | 9. místo  | Ne                                                           |                  |